# Sendeaufruf
Der Sendeaufruf  ist eine Methode zur Synchronisation bei der Datenübertragung. Dabei wird die Methode des Polling eingesetzt, bei dem der eine Partner periodisch Sendeaufrufe absetzt, ob der andere etwas senden will oder empfangen kann. Es ist sehr rechenzeitintensiv, da für einen einzigen Übertragungsvorgang unter Umständen mehrmals gepollt werden muss. Im Gegensatz zum Handshake sind beide Kommunikationspartner nicht gleichberechtigt. Insbesondere kann nur der pollende Partner eine Kommunikation auslösen, der gepollte Partner kann die Kommunikation höchstens blockieren.